# Islas Pachacámac
Las islas Pachacámac, también conocidas como islas Cavillaca (y popularmente como isla Ballena, por su peculiar silueta), son un grupo de islas pertenecientes al Perú situadas en el océano Pacífico, frente al litoral del departamento de Lima. Están integradas por dos islas principales y tres islotes de pequeñas dimensiones. Se localizan a unos 3 km al sur de la desembocadura del río Lurín y a unos 31 kilómetros de la ciudad de Lima. Las islas tienen una superficie total de 31,20 hectáreas y constituyen el hábitat de numerosas especies de aves marinas. Por tal motivo, en el 2009 las islas quedaron protegidas por ley dentro de la reserva nacional Sistema de Islas, Islotes y Puntas Guaneras, una reserva natural que protege y conserva muestras representativas de la diversidad biológica de los ecosistemas marino-costeros del Perú.

## Mitología
En el Manuscrito de Huarochirí se cuenta que la huaca (o «diosa») y doncella Cahuillaca fue embarazada, inconsciente de ello, por otro huaca (o «dios») conocido como Cuniraya Huiracocha, a quien le gustaba vestirse de indigente. Una vez nacido su hijo, ella se interesó en saber quién era su padre. Al enterarse de que el mendigo Cuniraya era el progenitor, escapa desgarrada con su hijo hacia el mar. Cuniraya, ya desplegando su esplendor de ser divino, sigue tras ella, pero Cahuillaca nunca voltea a verlo. Una vez llegados al mar, ella (y quizá su hijo también) se convierten en las islas «Cavillaca». Mientras la alcanzaba, Cuniraya le iba preguntando a los animales a los que se encontraba qué tan lejos estaba de Cahuillaca. Primero, se topa con el cóndor, que le responde que está cerca de Cahuillaca, y por esto Cuniraya le agradece y lo bendice con al aprecio de los hombres y la virtud de poder matar envenenado a quien ose matar al ave primero. Después le pregunta a la zorrina, que le responde ya no la alcanzará, por lo cual la maldice con un mal hedor. El puma, al igual que el cóndor, le responde que la doncella está cerca, por lo que también lo bendice, haciendo que los hombres respeten al animal como sagrado. Al zorro, que le responde que está lejos, lo maldice con el desprecio de los hombres en cambio. Al halcón también lo bendice como al puma y al cóndor. Finalmente a los loros los maldice haciendo que tengan un grito muy fuerte y con el desprecio de los hombres, quienes los ahuyentarán de sus cosechas.
Cuando Cuniraya llega al mar y no la encuentra, decide ir al santuario del huaca Pachacámac. Allí, decide violar a una de las hijas de Pachacámac, mientras que la otra escapa en forma de paloma, ya que su madre, Urpayhuáchac, fue a visitar a Cahuillaca, ya convertida en isla. También, en su cólera, arroja los peces del estanque de Urpayhuáchac hacia el mar, que antes se encontraba desprovisto de estos animales. Urpayhuáchac, al enterarse de la violación de sus hijas, decide vengarse de ellas y casi aplasta a Cuniraya con una peña distrayéndolo al decirle que solo quería desparasitarlo, pero él, por su astucia, escapa pidiendo ir al baño.

## Descripción geográfica
Las islas Pachacámac se encuentran orientadas en dirección noroeste-sureste y están bajo la influencia de las aguas frías de la corriente de Humboldt. Se hallán comprendidas entre los 12°17′ y los 12°20′ de latitud S y los 76°53′ de longitud O. La principal isla, que da nombre a todo el conjunto insular, es la isla Pachacámac. De regular altura y de color blanquecino tiene una superficie de 23,6 hectáreas; y presenta una longitud máxima de 880 m y una anchura que ronda los 430 metros. Su punto más cercano a la costa dista 2 km. Hacia el norte de esta isla se ubica La Viuda, un pequeño islote que aparece cuando el oleaje y la marea terminan por descubrirla.
La isla Peñón Pachacámac, llamada también islote San Francisco, tiene forma de pan de azúcar y es la segunda en dimensión con una superficie de 7,05 hectáreas. Entre las islas San Francisco y Pachacámac se encuentra el islote El Sauce, un pequeño farallón ubicado a 265 metros de la isla principal. Al sureste de San Francisco se halla el arrecife Corcovado, en el que acaba el grupo. Es un rodal de rocas a flor de agua, que se extiende aproximadamente 1 km de largo y en las que revienta el mar. Todo el conjunto insular vistas a la distancia se asemejan a la silueta de una ballena gigantesca que emerge del mar.

## Diversidad biológica
Las islas Pachacámac constituyen un importante punto biogeográfico, en cuanto a lugares de reproducción, para algunas especies de aves marinas como la chuita (Phalacrocorax gaimardi), el cushuri (Phalacrocorax brasilianus), el piquero peruano (Sula variegata) y el pingüino de Humboldt (Spheniscus humboldti). Asimismo, se puede observar otras especies de aves como el guanay (Phalacrocorax bougainvillii), pelicano peruano (Pelecanus thagus), zarcillo (Larosterna inca), gaviota peruana (Larus belcheri), gaviota dominicana (Larus dominicanus), gaviota gris (Larus modestus), gaviota capucho gris (Larus cirrocephalus), gaviota de Franklin (Larus pipixcan), gallinazo cabeza roja (Cathartes aura), ostrero común (Haematopus palliatus), ostrero negro (Haematopus ater), etc.
El mundo submarino de las islas Pachacámac muestran un impresionante paisaje y mucha vida, donde los peces e invertebrados marinos son los grupos taxonómicos más representativos. Las especies más abundantes de peces está representada por el pejerrey (Odontesthes regia regia), lorna (Sciaena deliciosa), cabinza (Isacia conceptionis), cachema (Cynoscion analis), etc. Entre los invertebrados se encuentran el caracol (Thais chocolata), cangrejo jaiva (Cancer porteri), cangrejo peludo (Cancer setosus), etc.
Por otro lado, en el grupo de mamíferos marinos se han registrado 2 especies: la nutria marina (Lontra felina) y el lobo chusco sudamericano (Otaria flavescens), una especie de lobo marino que pertenece a la familia Otariidae.